# Скопски войнишки бунт
Скопският бунт е въоръженият бунт на новосъздадената от юго-комунистите „македонска войска" в Скопие през декември 1944 г. Това е първата сериозна съпротива във Вардарска Македония срещу повторното включване на областта в рамките на Югославия. Отговорът на управляващите е налагането на политически терор в Социалистическа република Македония.

## Ход на събитията
На 16 декември 1944 г. в Скопие няколко хиляди войници и офицери от цяла Вардарска Македония, много от тях току-що уволнени от българската армия, мобилизирани в новосформираната „македонска войска“, се вдигат на въоръжен бунт. Повод става издадената от белградското командване заповед формированието да се изведе от Македония и да се прати на Сремския фронт в Сърбия и поставянето на чело на частите им сръбски и черногорски офицери, отнасящи се към тях като с "южносърбиянци".  Няколкото хиляди войници от Македония заедно със своите офицери обграждат Главния щаб на Националноосвободителната борба (НОБ), намиращ се в бившия офицерски дом на Българската армия в Скопие. Разбунтувалите се части издигат крайно красноречиви лозунги: „Не искаме нова Югославия! Искаме свободна и независима Македония", „Не искаме Срем! Искаме Солун!“ Главното командване в Скопие, обкръжено в офицерския дом от хиляди въоръжени въстаници, е парализирано, но войниците, тъй като не искат кръвопролитие, не го щурмуват, въпреки че в този момент няма съществена сила, която да ги спре да завземат Скопие. Силният човек в тогавашна Македония Светозар Вукманович - Tемпо получава спешни указания от Белград бунтът да бъде смазан. Заповедта на Върховното командване на югославската армия (ЮНА) в Белград е да бъдат разстрелвани на място всички местни войници и офицери, които не се подчиняват на върховното командване на НОБ и издигат лозунга „Независима Македония“.
Темпо веднага заповядва на югославските офицери около него, обградилите щаба разбунтували се войници да бъдат разпръснати, а офицерите им – заловени и разстреляни. Той изпраща родения в Щип ген. Михайло Апостолски, който „най-учтиво" кани офицерите, които не са съгласни със заповедта на Щаба на ЮНА Македонската войска да замине в Срем, да влязат в залата на Офицерския дом, за да обсъдят въпроса, и войниците да се върнат в казармите. Изведените начело от бунта офицери влизат в капана в Офицерския дом, където са пленени, обезоръжени и задържани в подземието на сградата. Там Темпо лично води краткия разпит и командва разстрела им на място с думите: „Хочеш Солун, еве ти га!“ В подземието са убити, по ненапълно уточнени данни, около 70 офицери. Около 1000 войници, обезпокоени, че техните командири не се връщат, отново тръгват към центъра на Скопие. Благоприятният момент обаче е пропуснат и югославските партизани около щаба на НОБ започват да стрелят по протестиращите войници. На място над 100 души са избити и ранени, като са оставени на мъките си и не им е оказана елементарна медицинска помощ. Останалите около 900 души са пленени и хвърлени в Скопското кале.